# Madeirawein (Art)
Madeirawein oder Basellkartoffel (Anredera cordifolia) ist eine Pflanzenart aus der Gattung Anredera in der Familie der Basellgewächse (Basellaceae). Sie ist in Südamerika verbreitet und in vielen Gebieten der Erde ein Neophyt.

## Beschreibung

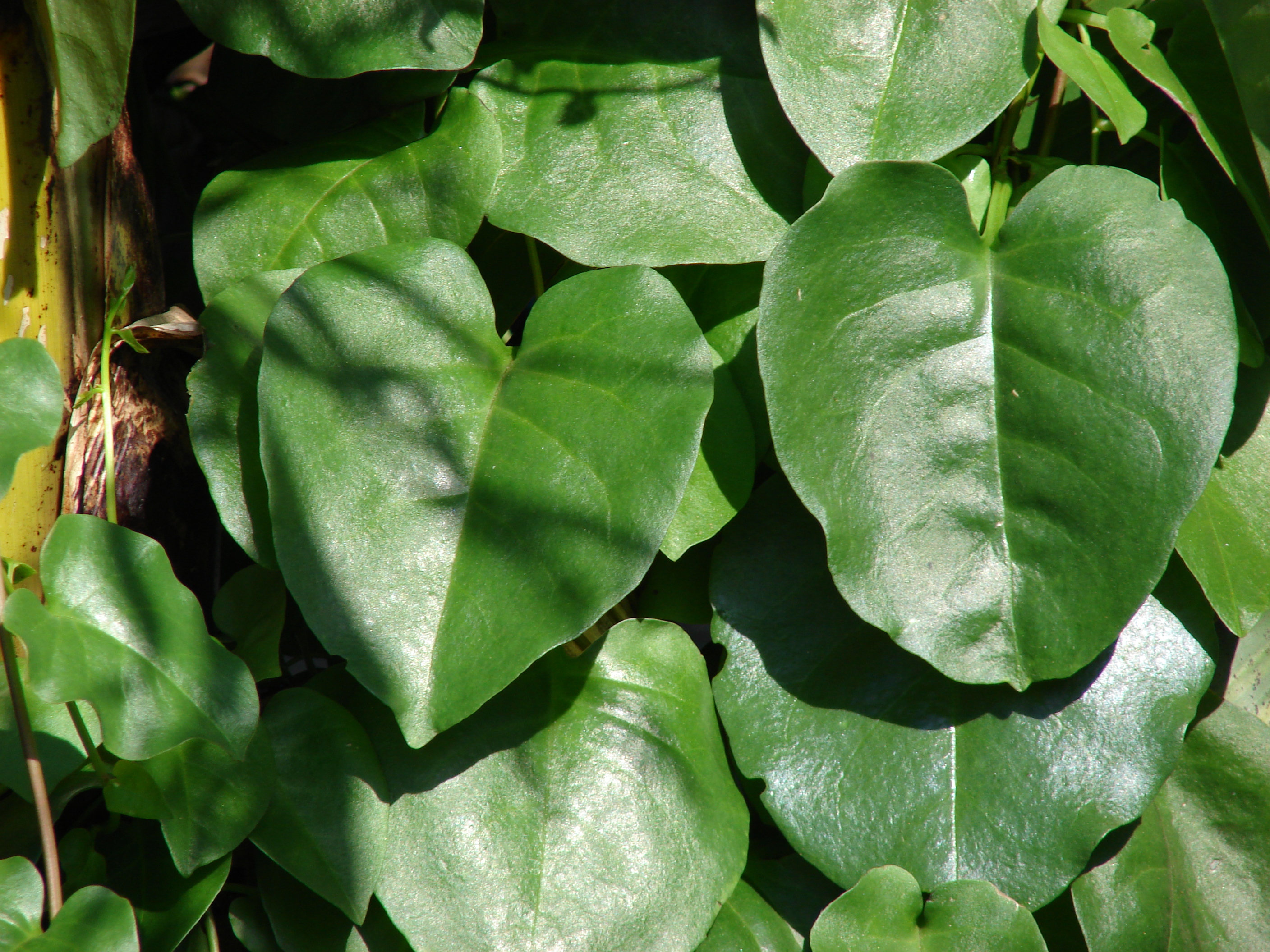
Laubblätter

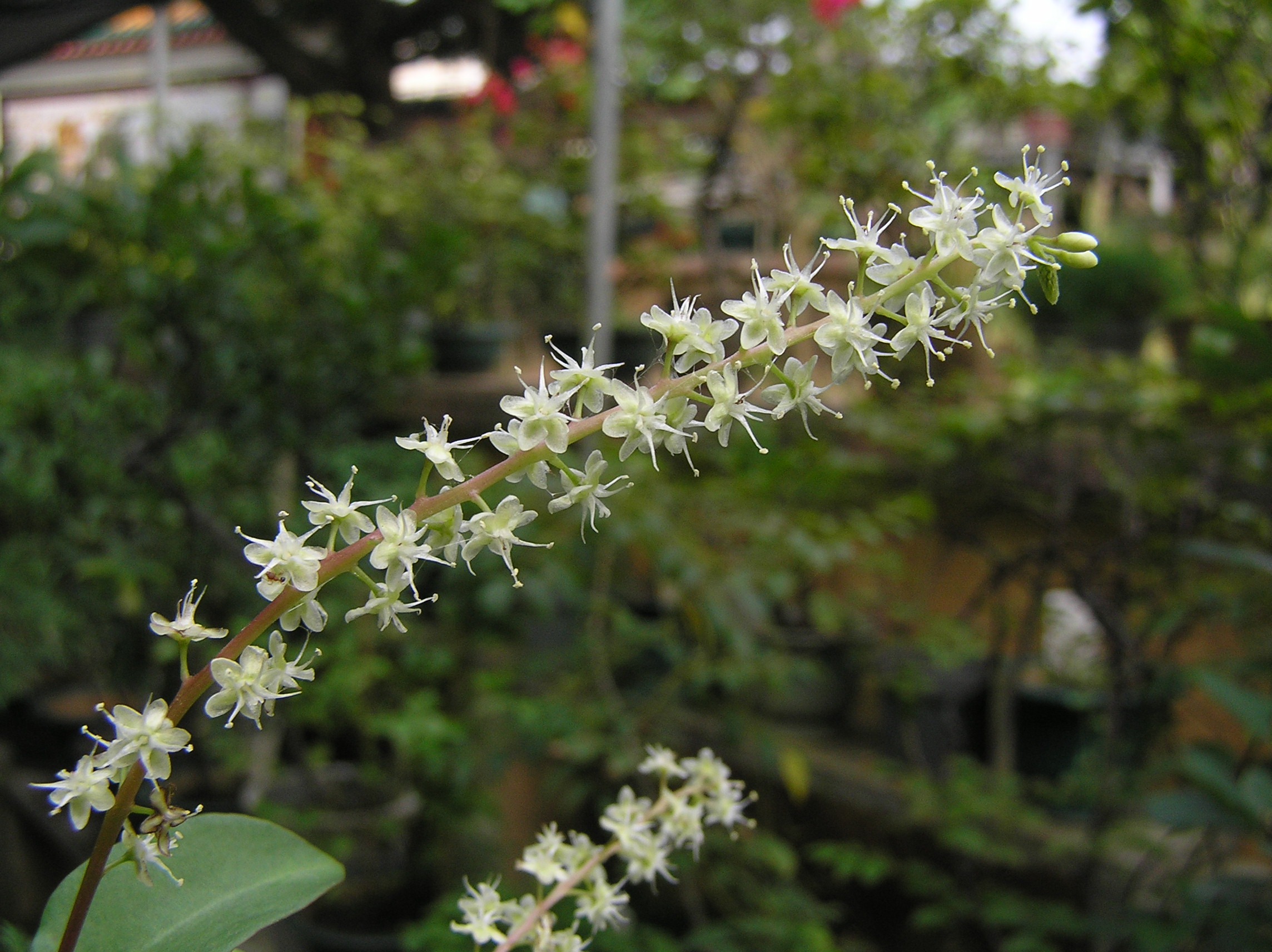
Blütenstand mit gestielten Blüten im Detail

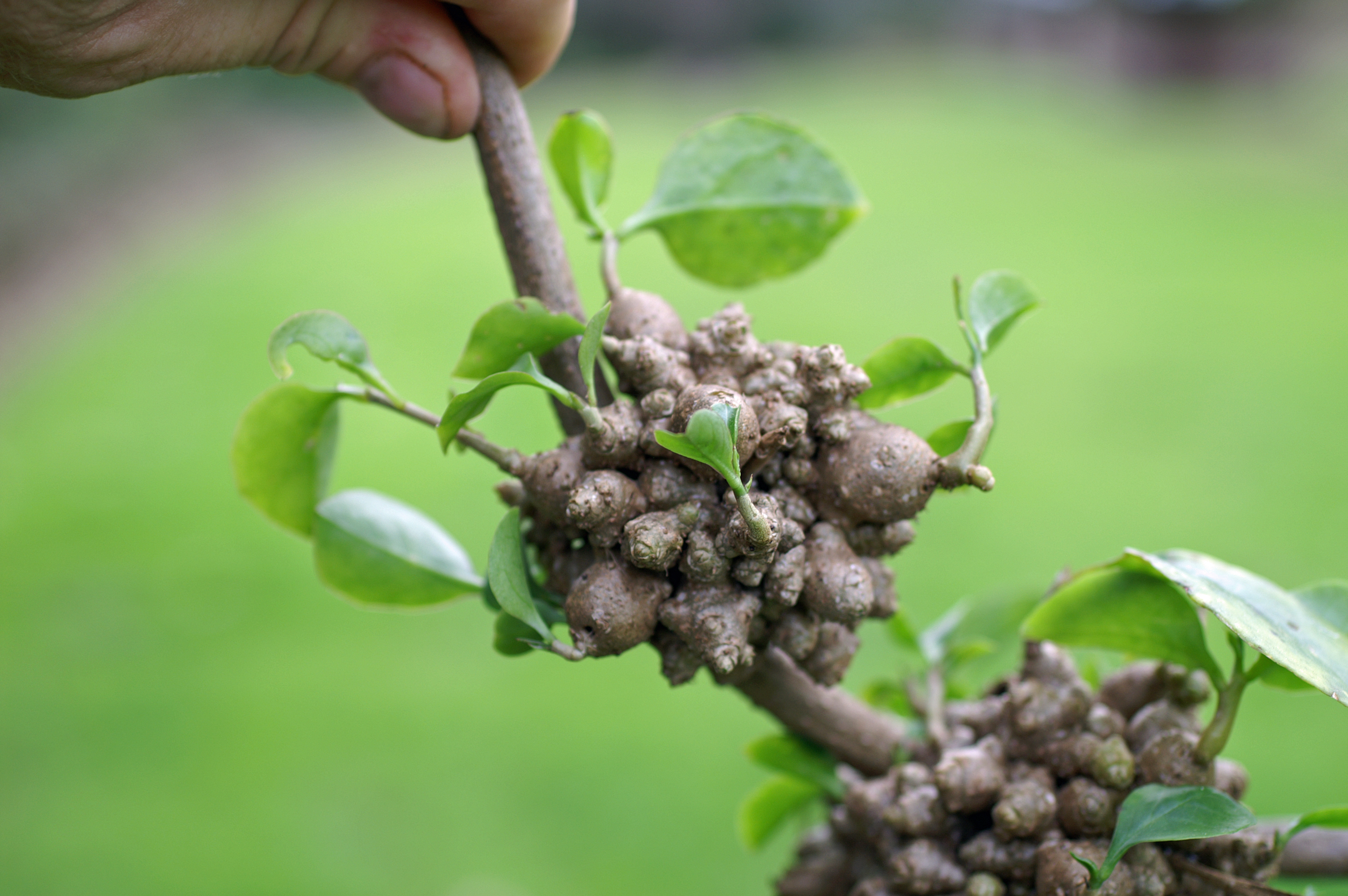
Luftwurzelknollen

### Vegetative Merkmale
Der Madeirawein ist eine sehr schnellwüchsige, stark verzweigte, ausdauernde, teils verholzende und windende Kletterpflanze, die Wuchshöhen von 1 bis über 7 Metern erreicht. Als Überdauerungsorgane werden oft Knollen ausgebildet. Es werden auch große, knollige Luftwurzeln gebildet.
Die wechselständig angeordneten Laubblätter sind in Blattstiel und -spreite gegliedert. Der Blattstiel ist mit einer Länge von 6 bis 12 Millimetern relativ kurz. Die etwas fleischige, einfache Blattspreite ist bei einer Länge von 2 bis 10 Zentimetern sowie einer Breite von 1 bis 7 Zentimetern ei- bis kreisförmig. Die Spreitenbasis der oberen Laubblätter in der Nähe der Blütenstände ist herzförmig; die Spreitenbasis der unteren kleineren Laubblätter verschmälert sich bis zum Blattstiel. Die Blattspitze ist stumpf bis spitz. Nebenblätter fehlen.

### Generative Merkmale
Die Blütezeit reicht von Oktober bis November. Viele Blüten befinden sich in einfachen oder zu mehreren in rispigen Gesamtblütenständen angeordneten, schlanken, lockeren traubigen Blütenständen, die meist 10 bis 35 (5 bis 60) Zentimeter lang sind. Unter jedem Blütenstiel befindet sich ein Tragblatt, das bei einer Länge von 1 bis 2 Millimetern sowie einer Breite von 0,3 bis 0,4 Millimeter dreieckig-lanzettlich ist. Oberseits am Blütenstiel befinden sich zwei haltbare Vorblätter (untere Deckblätter), die bei einer Länge von 0,6 bis 1 Millimetern sowie einer Breite von 0,5 bis 0,6 Millimetern dreieckig bis stumpf sind und an ihrer Basis becherförmig verwachsen. Der Blütenstiel ist 1 bis 3 Millimeter lang und oben bei den Vorblättern mit einem „Gelenk“ unterteilt.
Die duftenden Blüten sind zwar zwittrig, funktional aber meist männlich mit doppelter (nach anderer Auffassung einfacher) Blütenhülle. Die zwei creme-weißen Kelchblätter (obere Deckblätter) sind bei einer Länge von 1,2 bis 2,3 Millimetern sowie einer Breite von 1,1 bis 2 Millimetern eiförmig bis elliptisch mit stumpfem oberen Ende und sind an ihrer Basis mit den Kronblättern verwachsen. Die fünf creme-weißen Kronblätter sind an ihrer Basis kurz verwachsen und bei einer Länge von 2,1 bis 3 Millimetern sowie einer Breite von 1,4 bis 2 Millimetern eiförmig bis elliptisch mit stumpfem oberen Ende, sie sind während der Anthese ausgebreitet. Die Staubblätter sind fleischig und 1,9 bis 3,5 Millimeter lang, sie sind an ihrer Basis verwachsen und verbreitert. Die 0,7 bis 0,9 Millimeter langen Staubbeutel sind schnell vergänglich. Der oberständige und einkammerige Fruchtknoten ist 0,4 bis 0,6 Millimeter lang. Die drei kurzen, 1 bis 1,5 Millimeter langen Griffel sind von ihrer Basis auf der 1/2 bis 2/3 ihrer Länge verwachsen. Die Narben sind keulenförmig bis kopfig.
Die einsamigen Utrikel aus dem beständigen Perianth sind bei einem Durchmesser von 0,8 bis 1,1 Millimetern kugelig. Es sind Griffelreste vorhanden.

### Chromosomensatz
Die Chromosomengrundzahl beträgt x = 12; es wurde eine Chromosomenzahl von 2n = 24 oder 36 ermittelt.

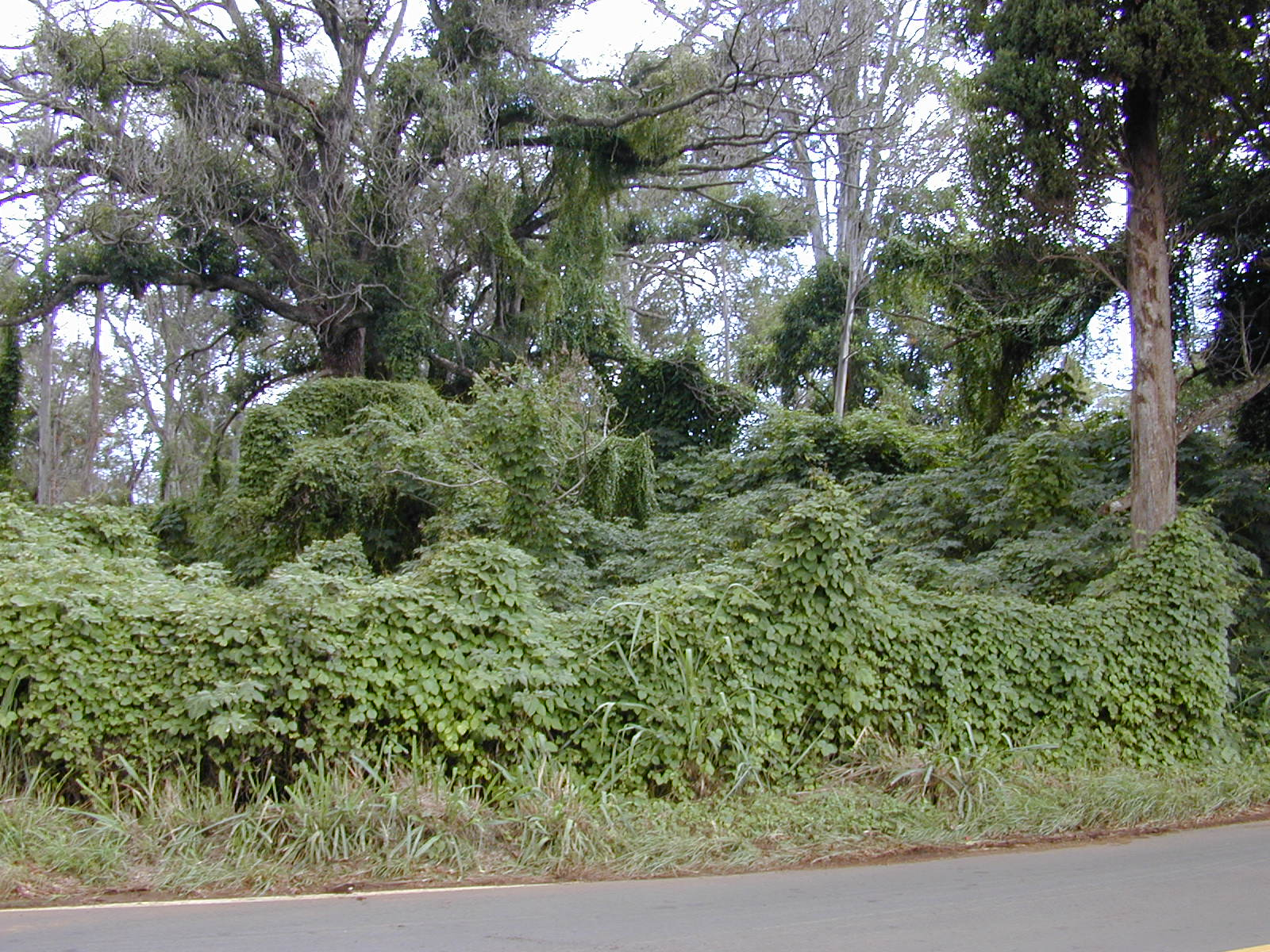
Madeirawein als invasive Pflanze in Hawaii

## Vorkommen
Der Madeirawein kommt ursprünglich in Südamerika von Bolivien, über Paraguay, Uruguay und Brasilien bis ins nördliche Argentinien vor. In Südeuropa, auf den Kanaren, Kapverden, Azoren und Madeira, im südlichen Afrika, in Westasien, China, Japan, Neuseeland, Australien, in Hawaii, in Mexiko und in den Vereinigten Staaten ist er ein Neophyt. In manchen Gebieten gilt er als höchst invasive Pflanze.

## Taxonomie
Die Erstbeschreibung erfolgte 1853 unter dem Namen (Basionym) Boussingaultia cordifolia Ten. durch Michele Tenore in Annales des Sciences Naturelles; Botanique, Série 3, Tome 19, S. 355. Die Neukombination zu Anredera cordifolia (Ten.) Steenis wurde 1957 durch Cornelis Gijsbert Gerrit Jan van Steenis in Flora Malesiana, Volume 5, S. 303 veröffentlicht. Weitere Synonyme für Anredera cordifolia (Ten.) Steenis sind: Anredera americana J.St.-Hil., Anredera cordifolia subsp. gracilis (Miers) Xifreda & Argimón, Boussingaultia cordata Spreng., Boussingaultia gracilis Miers.

## Nutzung
Der Madeirawein wird als Knollen- und Blattgemüse genutzt, sowie selten als Zierpflanze für Zaun-, Pergola- oder Spalierbegrünung. Er ist seit dem 20. Jahrhundert in Kultur.